# میر ایمال کانسی

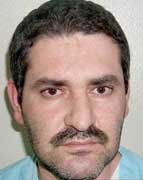
نگاره‌ای از ایمال کانسی - ۱۹۹۷

ایمال کانسی (زاده ۱۰ فوریه یا ۲۲ اکتبر ۱۹۶۴ یا ۱ ژانویه ۱۹۶۷ - درگذشته ۱۴ نوامبر ۲۰۰۲) (۳۵–۳۸ ساله در زمان اعدام) یک تبعهٔ پاکستانی بود که به دلیل تیراندازی در سال ۱۹۹۳ در مقر سیا در لنگلی، ویرجینیا محکوم شد. در این حادثه، کانسی دو کارمند سیا را کشت و سه نفر دیگر را زخمی کرد. او به زودی به قندهار، افغانستان، که بعداً به پایگاه طالبان تبدیل شد، گریخت و به مدت چهار سال مخفی شد. زمانی که در پاکستان بود، توسط اف‌بی‌آی با کمک نیروهای پلیس پاکستان دستگیر شد. او پس از بازگشت به آمریکا مجرم شناخته شد و به اعدام محکوم شد. او در سال ۲۰۰۲ با تزریق آمپول مرگبار اعدام شد.

## زمینه
کانسی یک پشتون قومی بود که در ۱۰فوریه یا ۲۲ اکتبر۱۹۶۴ یا ۱ ژانویه۱۹۶۷ در کویته پاکستان به دنیا آمد. او در سال۱۹۹۱ با نام میر ایمال کانسی وارد ایالات متحده شد و مبلغ قابل توجهی از پول نقدی را که در سال۱۹۸۹ به دلیل مرگ پدرش به ارث برده بود، آورد. او با اوراق جعلی که در کراچی پاکستان خریداری کرده بود، سفر کرد. او نام خود را به «کانسی» تغییر داده بود و بعداً یک گرین کارت جعلی ایالات متحده را در میامی، فلوریدا خریداری کرد.
او نزد یکی از دوستان کشمیری به نام زاهد میر در آپارتمان خود در رستون ویرجینیا اقامت داشت و در سرویس پیک کار می‌کرد. این کار در انتخاب هدف او تعیین‌کننده خواهد بود: «من تقریباً هر روز از این منطقه عبور می‌کردم و می‌دانستم که این دو مسیر به چپ بیشتر افرادی بودند که برای سیا کار می‌کردند.»به گفته کانسی، او ابتدا پس از خرید یک کلاشینکف ساخت چین به فکر حمله به کارکنان سیا افتاد.

## تیراندازی‌ها
در ۲۵ ژانویه ۱۹۹۳، کانسی استیشن واگن قهوه‌ای داتسون پشت تعدادی وسیله نقلیه که پشت چراغ قرمز در سمت شرق مسیر ۱۲۳،شهرستان فیرفکس منتظر بودند، متوقف کرد. خودروها منتظر بودند تا به سمت چپ در ورودی اصلی مقر سیا بپیچند. کانسی با تفنگ تهاجمی نوع ۵۶ نیمه اتوماتیک خود از وسیله نقلیه خود خارج شد و به حرکت در میان خطوط وسایل نقلیه ادامه داد و در مجموع ۱۰ گلوله به آنها شلیک کرد، که لنسینگ اچ.بنت ۶۶ ساله و فرانک دارلینگ ۲۸ ساله را کشت. سه نفر دیگر با گلوله زخمی شدند. دارلینگ ابتدا مورد اصابت گلوله قرار گرفت و بعد از شلیک گلوله کانسی به سایر قربانیان، جراحات بیشتری به سرش وارد شد.
کانسی به وسیله نقلیه خود بازگشت و به سمت پارکی در همان حوالی حرکت کرد. پس از ۹۰دقیقه انتظار متوجه شد که پلیس به دنبال او نبوده‌است. او سپس به آپارتمان خود در رستون بازگشت. در آن زمان، گزارش‌ها حاکی از آن بود که پلیس به دنبال یک مرد سفیدپوست بیست و چند ساله می‌گشت و تصور نمی‌شود که تیراندازی مستقیماً با سیا مرتبط باشد.او تفنگ را در یک کیسه پلاستیکی سبز رنگ زیر مبل پنهان کرد، سپس برای صرف غذا به مک‌دونالد رفت و بعد در مهمانسرای دیز اتاق رزرو کرد. گزارش‌های خبری سی‌ان‌ان که او تماشا کرد به وضوح نشان داد که پلیس خودروی او را به اشتباه شناسایی کرده و شماره پلاک او را ندارد.صبح روز بعد با پروازی به کویته پاکستان رفت. به گفته کانسی، او کارمندان سیا را به این دلیل کشته‌است که «من از سیاست دولت آمریکا در خاورمیانه، به ویژه در قبال مردم فلسطین عصبانی بودم.»
در ۱۶ فوریه ۱۹۹۳، کانسی، که در آن زمان فراری بود، به طور غیابی متهم شده بود. این اتهامات شامل قتل دو نفر و جراحت سه نفر همراه با اتهامات مربوط به سلاح گرم بود.

## دستگیری و تحویل
در ماه مه۱۹۹۷، یک خبرچین وارد کنسولگری ایالات متحده در کراچی شد و ادعا کرد که می‌تواند به هدایت آنها به کانسی کمک کند. به عنوان مدرک، او یک کپی از یک درخواست گواهینامه رانندگی که توسط کانسی با نام جعلی تهیه شده بود را نشان داد. ظاهراً افرادی که به کانسی پناه داده بودند، خواهان جایزه چند میلیون دلاری برای دستگیری او بودند. کانسی اظهار داشت: «می‌خواهم روشن کنم افرادی که مرا لو دادند پشتون‌ها بودند، آنها صاحب زمین‌هایی در مناطق قبیله لغاری و خوسا در دره غازی خان بودند، اما هرگز نامی از آنها نخواهم آورد."
از آنجایی که کانسی در منطقه خطرناک مرزی دیورند بود، به خبرچین گفته شد که کانسی را به پاکستان بکشاند، جایی که می‌توان راحت‌تر او را دستگیر کرد. کانسی با یک پیشنهاد تجاری سودآور وسوسه شد، کالاهای الکترونیکی روسی را به پاکستان قاچاق کند، او به دره غازی خان، در استان پنجاب پاکستان رفت و در اتاقی در هتل شالیمار اقامت کرد. در ساعت ۴ صبح روز ۱۵ ژوئن ۱۹۹۷، یک تیم مسلح از افسران اف‌بی‌آی که با اطلاعات بین سرویس‌های پاکستان کار می‌کردند، به اتاق هتل کانسی یورش بردند. اثر انگشت او بلافاصله گرفته شد که هویت او را تأیید کرد. منابع در مورد اینکه کانسی به کجا برده شد، اختلاف نظر دارند. مقامات ایالات متحده ادعا می‌کنند که این یک مرکز نگهداری است که توسط مقامات پاکستانی اداره می‌شود، اما منابع پاکستانی ادعا می‌کنند که این محل سفارت ایالات متحده در اسلام‌آباد بوده‌است، قبل از اینکه او در ۱۷ ژوئن با یک ترابری لاکهید سی-۱۴۱ استارلیفتر به ایالات متحده منتقل شود. در طول پرواز، کانسی اعترافات شفاهی و کتبی کاملی را به اف‌بی‌آی کرد.

## آزمایش
در طول محاکمه کانسی، مدافعان شهادت دکتر ریچارد رستاک، متخصص مغز و اعصاب و روانپزشک، مبنی بر اینکه کانسی فاقد بافت لوب پیشانی خود بود، ارائه کرد، یک نقص مادرزادی که قضاوت در مورد پیامد اعمالش را برای او دشوار می‌کرد. این شهادت توسط روانپزشک دیگری برای دفاع، بر اساس معاینه مستقل، تکرار شد.
کانسی در نوامبر۱۹۹۷ در مقابل هیئت منصفه دادگاه شهرستان فیرفکس در فیرفکس، ویرجینیا به مدت ده روز محاکمه شد. او نسبت به همه اتهامات اعتراف کرده بود. هیئت منصفه او را مجرم شناخت و مجازات اعدام را برای اتهام قتل عمدی توصیه کرد. در ۴ فوریه۱۹۹۸، کانسی به دلیل قتل بزرگ دارلینگ، که در ابتدای حمله و دوباره پس از تیراندازی به سایر قربانیان مورد اصابت گلوله قرار گرفت، به اعدام محکوم شد. دیگر احکام او به حبس ابد برای قتل درجه اول بنت،۶۰ سال حبس برای سه جراحت بدخواهانه، و جریمه نقدی بالغ بر ۶۰۰۰۰۰دلار با اعدام او بی‌اعتبار شد.

## اعدام و دفن
کانسی با تزریق کشنده در ۱۴ نوامبر ۲۰۰۲ در مرکز اصلاح و تربیت گرینزویل، در جارت، ویرجینیا اعدام شد. جسد کانسی به پاکستان بازگردانده شد. در تشییع جنازه وی تمامی سلسله مراتب ملکی بلوچستان، فرمانده محلی ارتش پاکستان و اشرف جهانگیر قاضی سفیر پاکستان در ایالات متحده حضور داشتند.